# 타락천사 (1945년 영화)
타락천사(Fallen Angel)은 미국에서 제작된 오토 프레밍거 감독의 1945년 범죄, 느와르, 미스터리 영화이다. 알리스 페이 등이 주연으로 출연하였고 오토 프레밍거 등이 제작에 참여하였다.

## 출연

### 주연
- 알리스 페이
- 데이나 앤드루스

### 조연
- 린다 다넬
- 찰스 빅포드
- 앤 리비어
- 브루스 가보
- 존 캐러딘
- 퍼시 킬브라이드

## 제작진
- 의상: 보니 캐신